# Макриан Старший
Т(ит?) Фульвий Макриан (лат. T(itus?) Fulvius Macrianus; ум. осень 261) — римский военачальник, провозгласивший императорами в 260—261 годах своих сыновей Макриана Младшего и Квиета. Сам он не принимал императорского титула, однако в литературе часто ошибочно называется римским императором Макрианом I.

## Биография

### Карьера и восстание против Галлиена
Происхождение Фульвия Макриана точно неизвестно. Предположительно, носил преномен Тит. По всей видимости, он был родом из всаднической семьи. Возможно, его жена происходила из рода Юниев. Требеллий Поллион, автор жизнеописания Макриана в «Истории Августов» сообщает, что он служил в Италии, Галлии, Фракии, Африке, а также Иллирике и Далмации. Однако эти данные считаются вымышленными. При Валериане Макриан занимал должность a rationibus Augusti (финансового чиновника) в Египте и выполнял фискальные функции. Возможно, он был вдохновителем антихристианских гонений в этой провинции — по крайней мере в этом его обвиняет Дионисий Александрийский (его тексты пересказаны у Евсевия Кесарийского). Требеллий Поллион утверждает, что Макриан занимал первое место среди военачальников Валериана, но это, скорее всего, преувеличение, если вообще не вымысел.
Макриан сопровождал Валериана во время персидской кампании (Евсевий, опираясь на Дионисия, утверждает, что Макриан предал Валериана, но это, скорее всего, лишь выдумка неприязненно относившегося к Макриану Дионисия), и заведовал при нём финансовым ведомством и снабжением армии в должности procurator arcae et praepositus annonae in expeditione Persica. Пётр Патрикий называет его комитом священных щедрот, однако такой титул является анахронизмом, ведь он появился только лишь в IV веке. О действиях Макриана до окончившейся разгромом римлян битвы при Эдессе нет никаких сведений. По всей видимости, он находился в это время в Самосате.
После поражения при Эдессе и пленения Валериана Макриан вместе с префектом претория Баллистой собрал остатки войска и остановил продвижение персов в малоазиатские провинции. После этого Баллиста предложил Макриану Старшему стать императором, восстав против оставшегося в Риме сына Валериана — Галлиена. Макриан, однако, отказался от императорского титула, ссылаясь на физическое увечье и старость. В результате августами были провозглашены (очевидно, ранней осенью 260 года) два его сына, Макриан Младший и Квиет. Два фактора способствовали решению Макриана Старшего и Баллисты выступить против Галлиена. С одной стороны, как procurator arcae et praepositus annonae in expeditione Persica, Макриан Старший имел контроль над казной Валериана и поэтому мятежники были в состоянии чеканить монеты. С другой стороны, префект претория Баллиста одержал победу над персами, закрепляя претензии Макрианов на престол. Узурпаторы получили признание в азиатских провинциях и Египте.

### Поход на Запад. Гибель
В 261 году, оставив Квиета и Баллисту в Келесирии, Макрианы Старший и Младший во главе сорокапятитысячной армии (по другим сведениям — тридцатитысячной) отправились в поход на Галлиена, под чьей властью оставались центральные провинции, чтобы утвердить свои права на Рим. Но осенью 261 года Макрианы были разбиты Авреолом (или Домицианом) в западной Фракии и убиты своими солдатами. Вскоре после этого поражения Квиет и Баллиста были разгромлены и убиты правителем Пальмиры Оденатом, начавшим боевые действия против них по поручению Галлиена.
Восстание Макрианов историки считают реакцией на поражение от персов и отдаленность центрального правительства. Жители восточных провинций и легионеры искали нового государя, который сумел справиться бы с внешней угрозой. Поэтому они поддержали Макриана и Баллисту, имевших большой авторитет из-за своих успехов в борьбе с персами.